# Putanesca

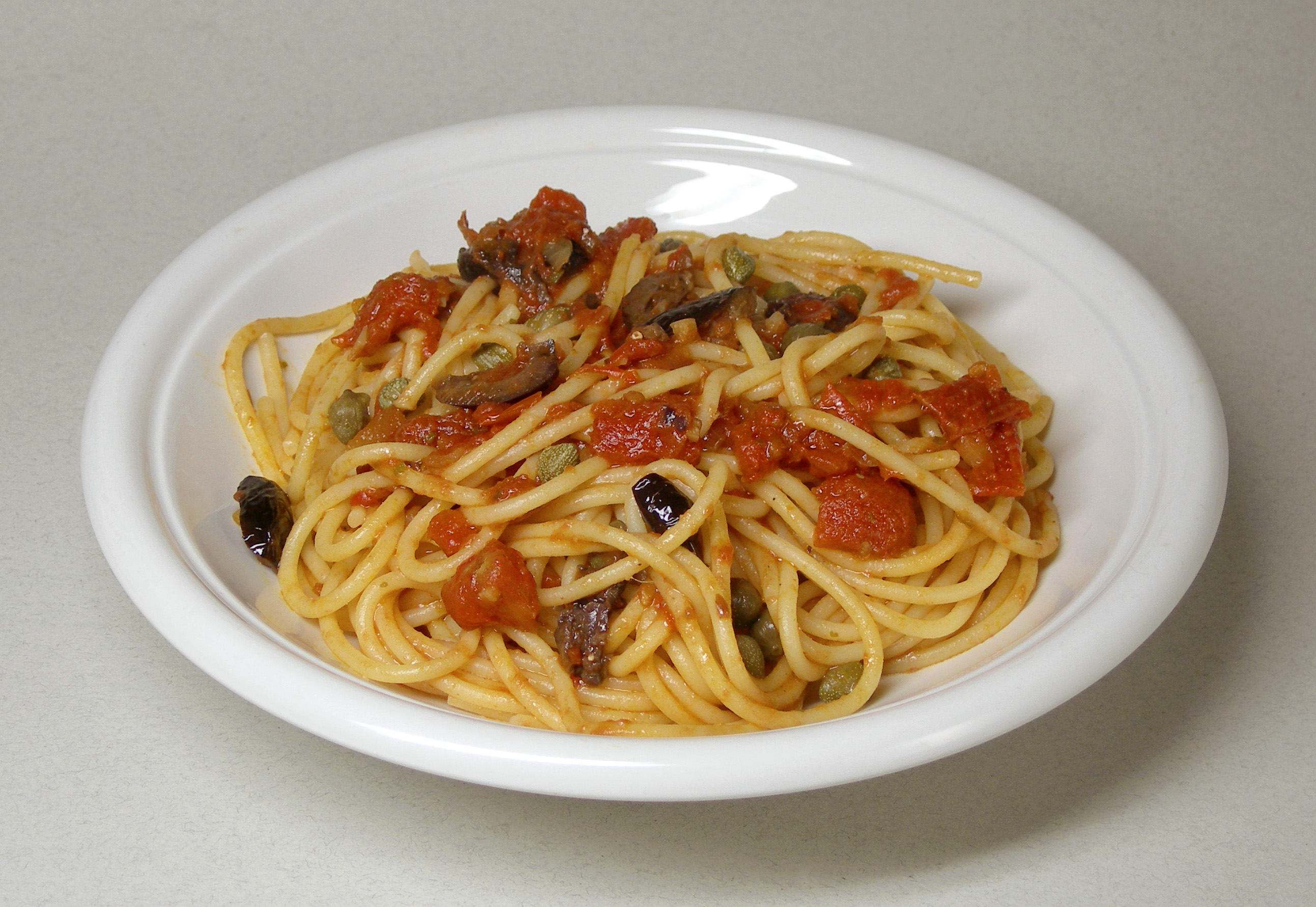
Espaguetis con salsa putanesca.

Putanesca o salsa a la putanesca (en italiano: sugo alla puttanesca) es una salsa para acompañar pastas, típica del centro de Italia.

## Ingredientes
Sus ingredientes tradicionales son aceite de oliva (preferentemente extravirgen), guindilla o, si no hay, pimiento, filetes de anchoa que hayan estado en salmuera, perejil fresco, orégano fresco, nuez moscada, aceitunas negras en salmuera, puré de tomate, ajo a piacere (a gusto); se puede agregar cebolla, crema y zanahoria rallada e incluso unas gotas de vino (preferentemente tinto), todos estos ingredientes en proporciones adecuadas.

## Preparación
La salsa a la putanesca suele prepararse rápidamente utilizando una pentola (sartén), en la sartén se pone primero la suficiente cantidad de aceite de oliva, luego casi inmediatamente, antes de que el aceite se caliente en demasía, se sofrien el ajo picado, la cebolla, las anchoas, luego las aceitunas deshuesadas y en lo posible cortadas en mitades, el puré de tomate, la zanahoria picada o rallada, el vino y por último el perejil y el peperoncino o pimiento. Se mezclan los ingredientes y cuando toma una textura homogénea ya está pronta o lista para ser añadida a las pastas (por ejemplo espaguetis o tallarines) o penne rigatte (plumas estriadas, es decir mostacholes). La salsa resultante es bastante espesa.